# Malte Kreutzfeldt (Regisseur)

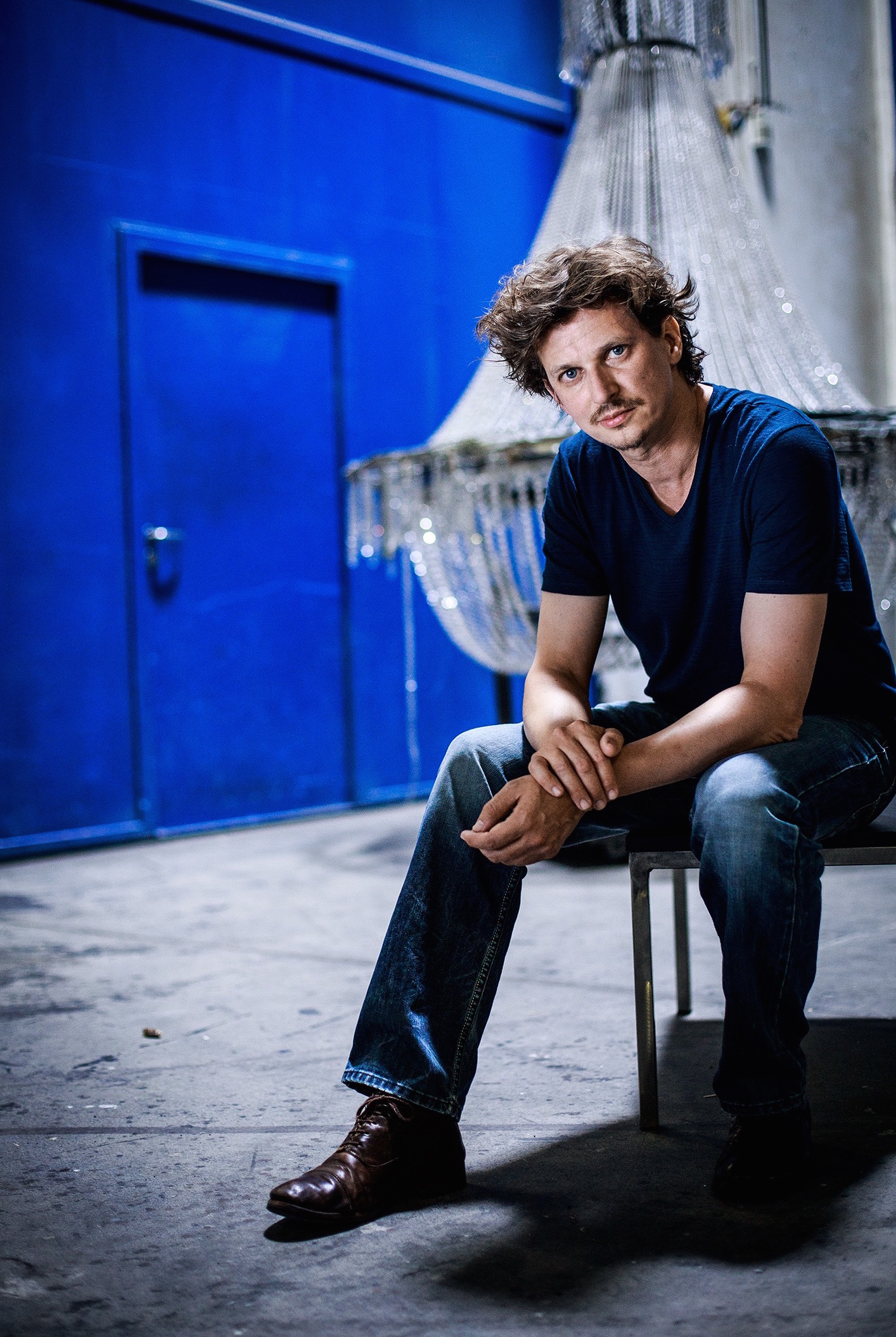
Malte Kreutzfeldt (2013)

Malte Kreutzfeldt (* 1969 in Lübeck) ist ein deutscher Regisseur.

## Leben
Malte Kreutzfeldt wuchs in Bad Schwartau auf und  studierte von 1993 bis 1998 Regie an der Hochschule für Schauspielkunst Ernst Busch in Berlin.
Von 1999 bis 2003 war er Oberspielleiter des Schauspiels am Theater Quedlinburg/Halberstadt. Seit 2003 ist er freischaffend tätig und inszenierte seither unter anderem an den Staatstheatern in Wiesbaden, Augsburg, Regensburg, Cottbus, Darmstadt, Nürnberg, Mainz und Oldenburg, der Oper und dem Schauspielhaus in Kiel sowie in Stuttgart, Ulm, Bielefeld, Würzburg und am Theater Chemnitz. Seine Dramatisierungen von Goethes Reineke Fuchs, Melvilles Moby Dick, Tolstois Krieg und Frieden, Bulgakows Meister und Margarita sowie von Victor Hugos Die Elenden sind im Verlag der Autoren, Frankfurt/M., erschienen.
Seit 2005 arbeitet er außerdem regelmäßig für die Deutsche Filmakademie in Berlin.

## Inszenierungen (Auswahl)

### Schauspiel
- 2006: Kabale und Liebe von Friedrich Schiller am Theater Coburg
- 2006: Die Kopien von Caryl Churchill am Staatstheater Mainz
- 2007: Tintenherz von Cornelia Funke am Markgrafentheater Erlangen
- 2007: Vaterlos von Claudius Lünstedt am Theater Ulm
- 2008: Der Kaufmann von Venedig von William Shakespeare am Theater Coburg
- 2008: Tod eines Handlungsreisenden von Arthur Miller am Theater Ulm
- 2008: Die Frau von früher von Roland Schimmelpfennig an der Rampe Stuttgart
- 2009: Buddenbrooks von Thomas Mann am Theater Heilbronn
- 2009: Der Hauptmann von Köpenick von Carl Zuckmayer am Staatstheater Darmstadt
- 2009: Der Sturm von William Shakespeare am Markgrafentheater Erlangen
- 2009: Mutter Courage von Bertolt Brecht am Staatstheater Oldenburg
- 2010: Viel Lärm um nichts von William Shakespeare am Schauspiel Kiel
- 2010: Nordost von Torsten Buchsteiner am Theater Ulm
- 2010: Maria Stuart von Friedrich Schiller am Staatstheater Darmstadt
- 2011: King Kong von James Lyons und Paul Brown am Theater Heilbronn
- 2011: Fegefeuer in Ingolstadt von Marieluise Fleißer an der Theaterakademie Ludwigsburg
- 2012: Der Revisor von Nikolaj Gogol am Schauspiel Kiel
- 2012: Woyzeck von Georg Büchner am Staatstheater Darmstadt
- 2013: Leonce und Lena von Georg Büchner am Staatstheater Darmstadt
- 2013: Dantons Tod von Georg Büchner am Staatstheater Darmstadt
- 2013: Kleiner Mann – was nun? von Hans Fallada am Theater Detmold
- 2013: Nora von Henrik Ibsen am Theater Coburg (gemeinsam mit Dariusch Yazdkhasti)
- 2014: Buddenbrooks von Thomas Mann und John von Düffel am Theater Würzburg
- 2014: Ein Sommernachtstraum von William Shakespeare am Theater Dessau
- 2014: Richard III. von William Shakespeare am Schauspiel Chemnitz
- 2015: Immer noch Sturm von Peter Handke am Schauspiel Kiel
- 2015: Totentanz von August Strindberg am Theater Detmold
- 2015: Krieg und Frieden nach Motiven von Leo Tolstoi in eigener Fassung[4] am Theater Würzburg
- 2015: Jungfrau von Orléans von Friedrich Schiller am Schauspiel Kiel
- 2016: In einem dichten Birkenwald, Nebel (UA, Grabbe-Preis) von Henriette Dushe am Theater Detmold und bei den Autorentheatertagen am Deutschen Theater Berlin[5]
- 2016: Der Besuch der alten Dame von Friedrich Dürrenmatt am Schauspiel Chemnitz
- 2016: Der Name der Rose von Umberto Eco bei den Burgfestspielen Bad Vilbel / Frankfurt, M.
- 2016: Hamlet von William Shakespeare am Schauspiel Lüneburg
- 2017: Der Theatermacher von Thomas Bernhard am Theater Detmold
- 2017: Unschuld von Dea Loher am Schauspiel Kiel
- 2017: Mutter Courage von Bertolt Brecht an den Westfälischen Kammerspielen
- 2018: Der aufhaltsame Aufstieg des Arturo Ui von Bertolt Brecht am Staatstheater Cottbus[6]
- 2018: Meister und Margarita in eigener Dramatisierung[7] nach dem Roman von Michail Bulgakow am Schauspiel Chemnitz
- 2018: Viel Lärm um nichts von William Shakespeare am Staatstheater Augsburg
- 2018: Der gute Mensch von Sezuan von Bertolt Brecht am Hans-Otto-Theater Potsdam
- 2019: Der Steppenwolf nach dem Roman von Hermann Hesse am Theater Heilbronn
- 2019: Die Elenden in eigener Dramatisierung nach dem Roman von Victor Hugo am Schauspiel Kiel
- 2019: The Black Rider von Robert Wilson, Tom Waits und William S. Burroughs am Staatstheater Cottbus
- 2019: Früchte des Zorns nach dem Roman von John Steinbeck in eigener Dramatisierung nach der Bühnenfassung von Frank Galati am Schauspiel Kiel
- 2019: Faust 1 von Johann Wolfgang Goethe am Theater Heilbronn
- 2020: Cabaret von Joe Masteroff, John Kander und Fred Ebb am Theater Dessau
- 2021: Der Kaufmann von Venedig von William Shakespeare am Hans-Otto-Theater Potsdam
- 2022: Schöne neue Welt von Aldous Huxley in eigener Dramatisierung am Staatstheater Wiesbaden
- 2022: Don Karlos von Friedrich Schiller am Schauspielhaus Kiel
- 2022: Die Physiker von Friedrich Dürrenmatt am Schauspiel Chemnitz
- 2022: Reineke Fuchs von Johann Wolfgang Goethe in eigener Dramatisierung am Schauspiel Kiel
- 2023: Clavigo von Johann Wolfgang Goethe an den Westfälischen Kammerspielen
- 2023: Lazarus von David Bowie und Enda Walsh am Schauspiel Kiel
- 2024: Hundert Songs von Roland Schimmelpfennig am Hans-Otto-Theater Potsdam
- 2024: Goldberg-Variationen von George Tabori am Schauspiel Chemnitz
- 2024: Der Prozess nach dem Roman von Franz Kafka in eigener Dramatisierung am Theater Ulm
- 2024: Bondi Beach von Rebekka Kricheldorf am Staatstheater Regensburg
- 2024: Macbeth von William Shakespeare am Staatstheater Oldenburg
- 2025: Der große Gatsby von F. Scott Fitzgerald in einer Fassung von Rebekka Kricheldorf am Theater Bielefeld

### Musiktheater
- 2003: Cesare in Egitto von Georg Friedrich Händel am Theater Halberstadt
- 2007: Weiße Rose von Udo Zimmermann am Theater Coburg
- 2008: Ruzalka von Antonín Dvořák (gemeinsam mit André Bücker) am Theater Halberstadt
- 2012: The Black Rider von William S. Burroughs, Tom Waits und Robert Wilson an der Oper Kiel
- 2012: Woyzeck von Georg Büchner und Tom Waits am Staatstheater Darmstadt
- 2019: The Black Rider von William S. Burroughs, Tom Waits und Robert Wilson am Staatstheater Cottbus
- 2020: Cabaret von Joe Masteroff, Fred Ebb und John Kander an der Oper Dessau
- 2021: Orphée von Philip Glass an der Oper Dessau
- 2021: Rigoletto von Giuseppe Verdi an der Oper Dessau
- 2025: Pique Dame von Tschaikowsky an der Oper Dessau

## Filmografie
- 2009: Mach’s noch einmal, Charly – Interviews mit Daniel Brühl, Tom Tykwer, Benedict Neuenfels und anderen.
- 2011: Faszination Film – So geht Kino! Mit Daniel Brühl, Jana Pallaske und anderen.